# Giorgio Fabre
Giorgio Fabre (Alba, 1952) è uno storico e giornalista italiano.

## Biografia
Giorgio Fabre ha conseguito il PhD in Letteratura all'Università La Sapienza di Roma. Giornalista, dal 1990 è redattore del settimanale Panorama. Nella sua carriera giornalistica, ha collaborato anche ai quotidiani "Rinascita", "L'Unità" e "Corriere della Sera".
Ha scritto diversi saggi storici, dove ha approfondito con particolare attenzione il tema del razzismo durante il periodo fascista (e di Mussolini stesso) e la censura durante il regime.

## Opere
- Giorgio Fabre, Il Gran Consiglio contro gli ebrei. 6-7 ottobre 1938: Mussolini, Balbo e il Regime, Il Mulino, 2023, ISBN 978-88-15-38264-1.
- Giorgio Fabre (a cura di), Processi politici, Il Mulino, 2019, ISBN 978-88-15-28386-3.
- Annalisa Capristo e Giorgio Fabre, Il registro. La cacciata degli ebrei dallo Stato italiano nei protocolli della Corte dei Conti (1938-1943), Il Mulino, 2018, ISBN 978-88-15-27982-8.
- Giorgio Fabre, Il razzismo del duce. Mussolini dal ministero dell'Interno alla Repubblica sociale italiana, Carocci, 2021, ISBN 9788829009466.
- Giorgio Fabre, Mussolini razzista. Dal socialismo al fascismo: la formazione di un antisemita, Garzanti, 2005, ISBN 978-8811693284.
- Giorgio Fabre, Il contratto - Mussolini editore di Hitler, collana Nuova Biblioteca Dedalo, 2004, ISBN 9788822062741.
- Giorgio Fabre, L'elenco. Censura fascista, editoria e autori ebrei, Zamorani, 1998, ISBN 978-8871580715.